# Ducado de la Alcudia

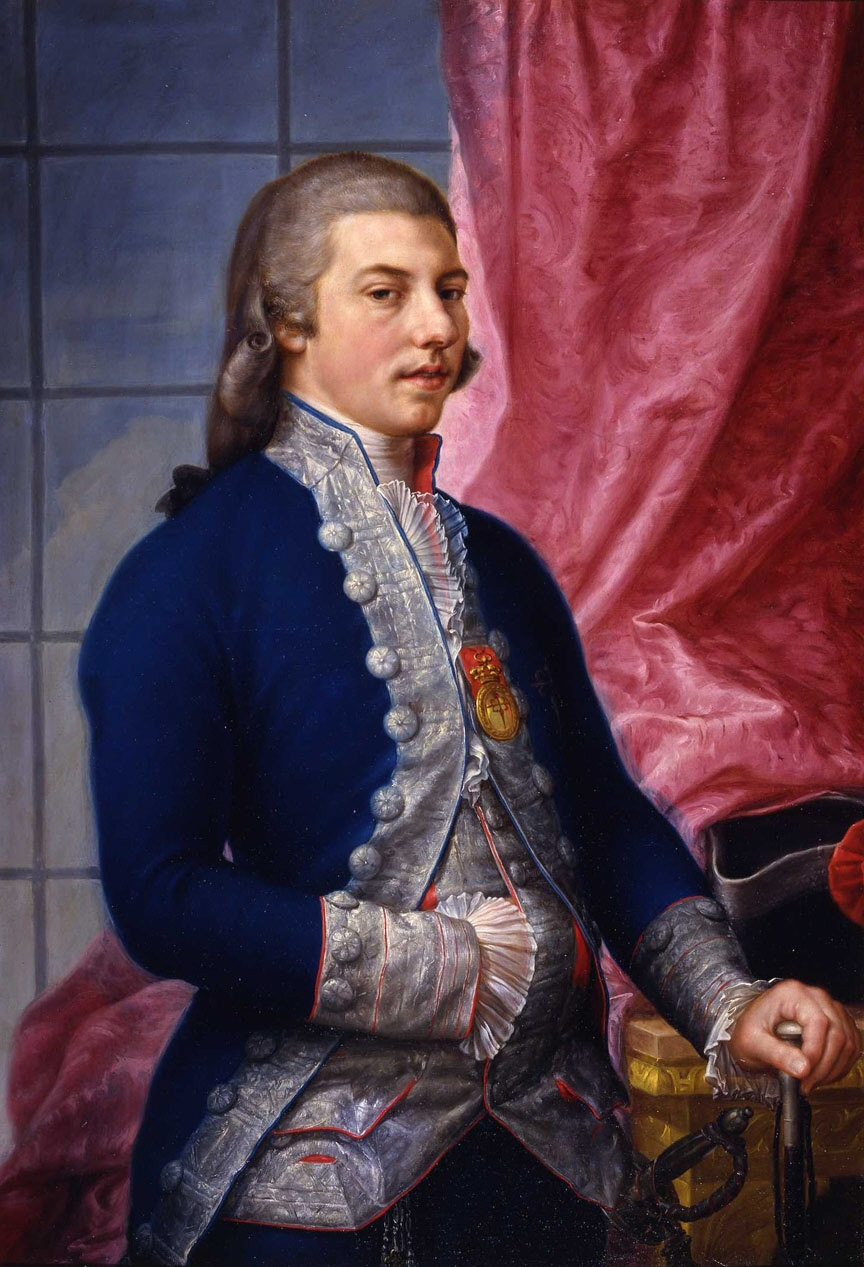
Manuel Godoy y Álvarez de Faria, príncipe de la Paz, duque de Sueca y de la Alcudia, barón de Mascalbó, príncipe de Bassano (pontificio), conde de Evoramonte (portugués), generalísimo de los Reales Ejércitos, ministro universal del rey Carlos IV, etc., caballero de las Órdenes del Toisón de Oro, Santiago y San Juan de Jerusalén. Retrato pintado en 1792 por Francisco Bayeu.

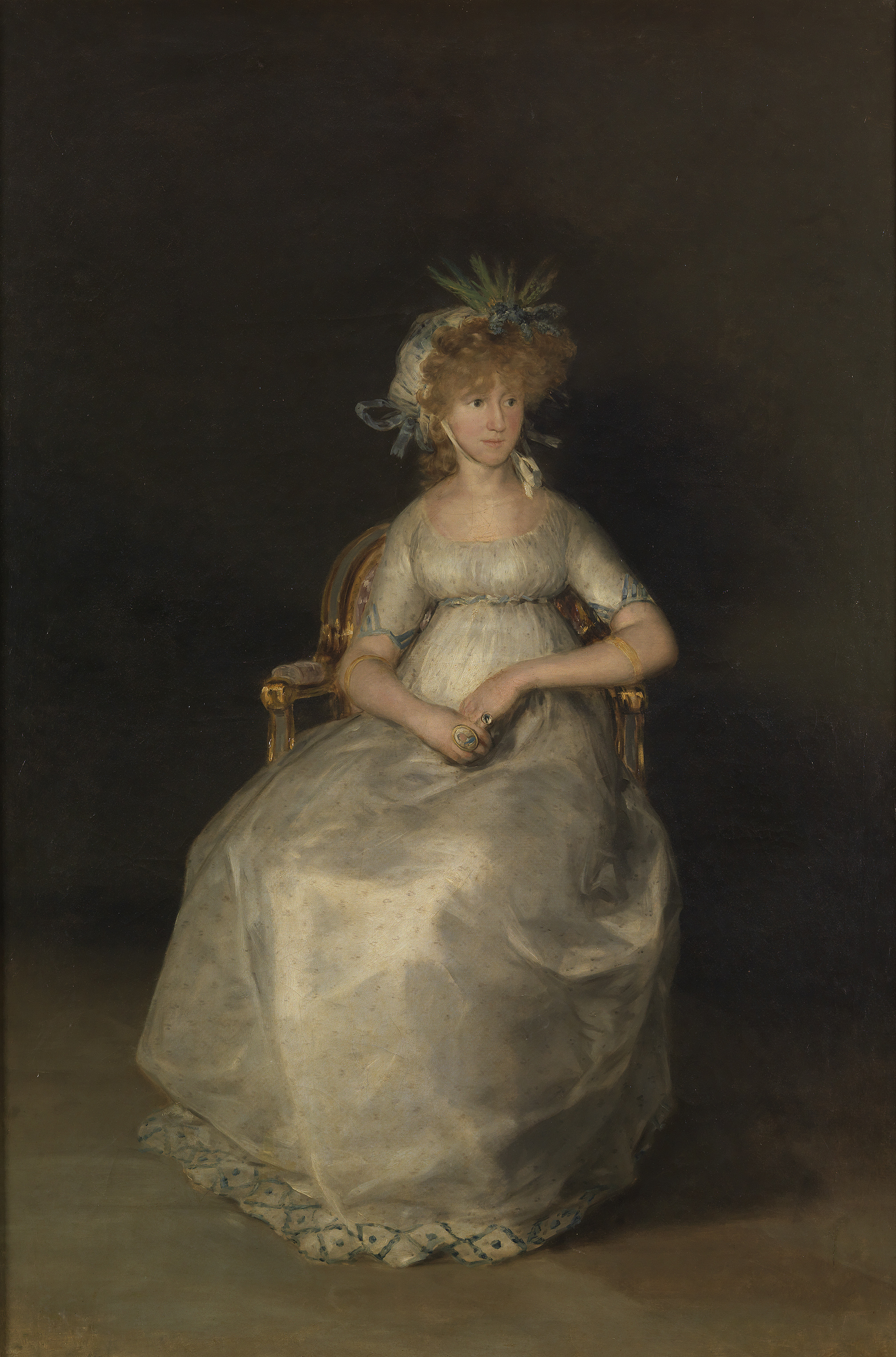
María Teresa de Borbón y Vallabriga, condesa de Chinchón y de Boadilla del Monte, primera esposa de Manuel Godoy, retratada por Goya (Museo del Prado).

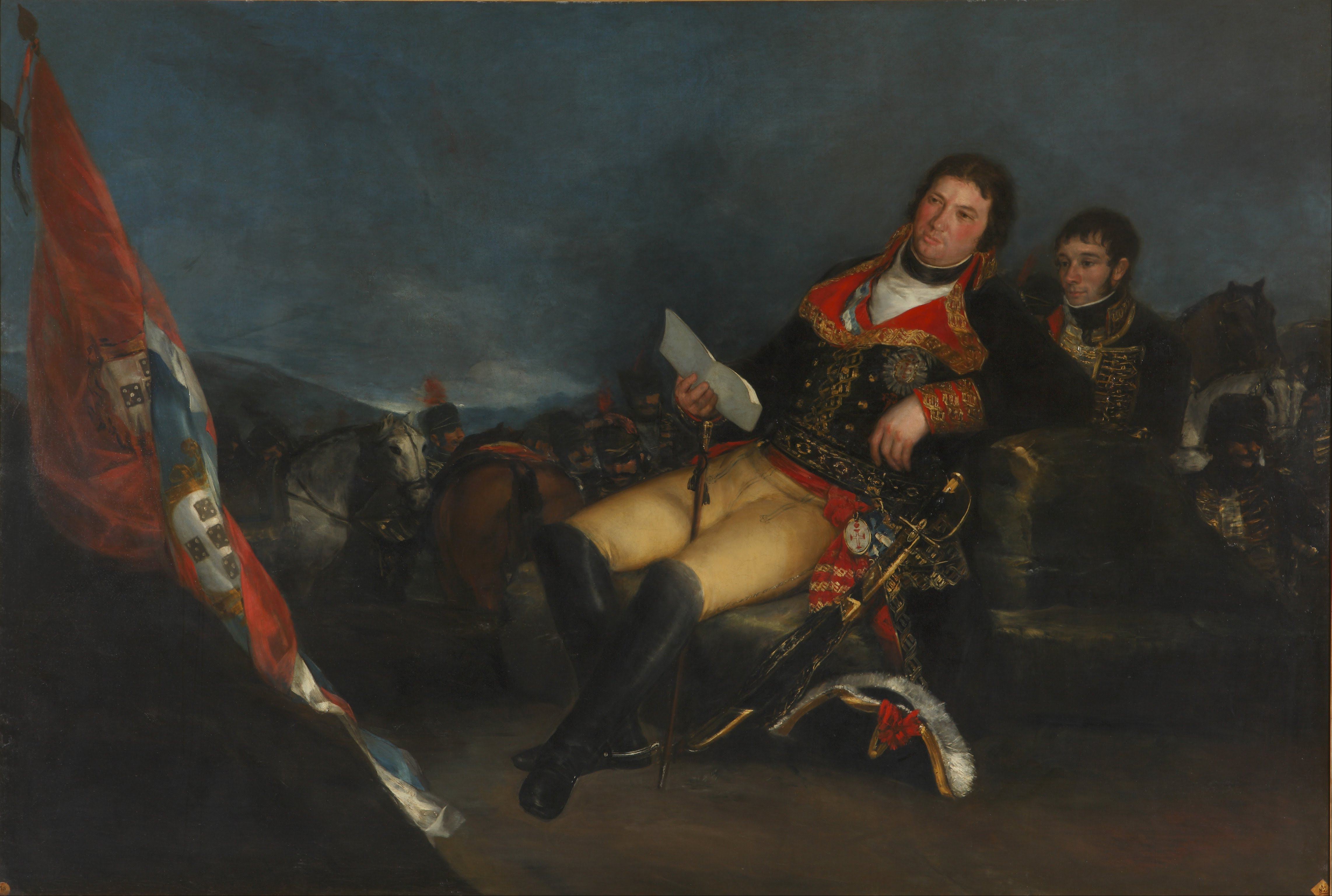
Manuel Godoy, generalísimo de los Reales Ejércitos, pintado por Goya. Museo de la Real Academia de Bellas Artes de San Fernando (Madrid).

El ducado de la Alcudia es un título nobiliario español, de Castilla, con grandeza de España de primera clase. Fue creado por el rey Carlos IV, mediante Real Decreto del 10 de junio de 1792 y Real Despacho del 4 de julio siguiente, en favor de Manuel de Godoy y Álvarez de Faria, marqués de la Alcudia, generalísimo de los Reales Ejércitos, primer ministro de la Monarquía, etc., caballero de las Órdenes del Toisón de Oro y Santiago, bailío de la de San Juan y gran cruz de la de Carlos III.
Esta merced se creó por elevación a ducado del marquesado de la Alcudia, que el mismo rey había otorgado a Godoy con dicha grandeza y con el vizcondado previo de Alto Castillo mediante Real Decreto del 21 de abril de 1792 y Real Despacho del 6 de junio siguiente. La grandeza creada con el título de marqués quedó subrogada en el de duque.
Después Godoy recibió los títulos de príncipe de la Paz (1795), duque de Sueca (1804), y barón de Mascalbó (1806), creados también por Carlos IV. En 1808, a raíz del Motín de Aranjuez, fue depuesto de sus cargos por el flamante rey Fernando VII, quien ordenó la confiscación de sus bienes y suprimió las mercedes que le había concedido su padre. Pero al final de su vida, en 1847, todas le fueron rehabilitadas por la reina Isabel II, a excepción del principado de la Paz, que se consideró contrario a la tradición nobiliaria española.
Obtuvo así mismo el título portugués de conde de Evoramonte (1797, merced de la reina María I), y el pontificio de príncipe de Bassano, que le otorgó el papa Pío VIII durante su largo exilio romano tras adquirir el feudo de Bassano di Sutri, situado entre Roma y Viterbo.
Por derecho de su primera mujer fue conde de Chinchón, con grandeza, y conde de Boadilla del Monte. Y por la segunda, conde de Castillo Fiel. Y era además señor de la Albufera, Albalá, la Serena y el Soto de Roma, estados que obtuvo por compra o permuta con la Corona.
La denominación de este ducado hacía referencia a la encomienda de la Alcudia o valle de Alcudia, extenso estado que Carlos IV donó a Godoy en el mismo acto de crearle marqués. Situado en el Campo de Calatrava y al sur de la actual provincia de Ciudad Real, había pertenecido durante siglos a la Orden de Calatrava, hasta que dicho rey, como administrador perpetuo del maestrazgo, lo adquirió de la Orden mediante precio a fin de donarlo su favorito. La principal población de estas tierras era la villa de Almodóvar del Campo (ciudad desde 1879), que dio denominación al ducado de Almodóvar del Campo, creado en 1807 por el mismo rey con carácter vitalicio en favor de Diego Godoy y Álvarez de Faria, hermano del príncipe de la Paz. En 1808 el rey Fernando VII ordenó la confiscación del estado de la Alcudia junto con los demás bienes y títulos otorgados a Godoy, pasando sus dehesas a ser administradas por la Superintendencia de las Minas de Almadén.
Aunque no es un «título de primogénitos», sino de sucesión regular, desde mediados del siglo XX el ducado de la Alcudia se suele usar como título de espera por los primogénitos de la casa de Sueca.

## Lista de marqueses y duques
|                                                | Titular                                            | Periodo                                        |
| Marqués de la Alcudia (creación por Carlos IV) | Marqués de la Alcudia (creación por Carlos IV)     | Marqués de la Alcudia (creación por Carlos IV) |
| ---------------------------------------------- | -------------------------------------------------- | ---------------------------------------------- |
| I                                              | Manuel Godoy y Álvarez de Faria                    | 1792-1792                                      |
| Duques de la Alcudia (creación por Carlos IV)  |                                                    |                                                |
| I                                              | Manuel Godoy y Álvarez de Faria                    | 1792-1808 1847-1851                            |
| II                                             | Adolfo Rúspoli y Godoy                             | 1853-1914                                      |
| III                                            | Carlos Luis Rúspoli y Álvarez de Toledo            | 1915-1936                                      |
| IV                                             | Camilo Carlos Adolfo Rúspoli y Caro                | 1940-1956                                      |
| V                                              | Carlos Oswaldo Rúspoli y Morenés                   | 1956-2016                                      |
| VI                                             | Luis Carlos Ruspoli y Sanchiz                      | 2018-2019                                      |
| VII                                            | Carlos Ruspoli y Álvarez de las Asturias-Bohorques | 2019-hoy                                       |

## Historia genealógica
Primer duque
• Manuel Godoy y Álvarez de Faria, príncipe de la Paz,  i marqués y duque de la Alcudia y i duque de Sueca, ambos con grandeza de España de 1.ª clase, i barón de Mascalbó, i príncipe de Bassano (romano), y I conde de Evoramonte (portugués). Obtuvo el tratamiento de Alteza Serenísima en 1807, junto con el nombramiento de almirante general de la Real Armada de España e Indias.

Casó dos veces: primera en 1797 con María Teresa de Borbón y Vallabriga, xv condesa de Chinchón, grande de España de 1.ª clase, y i condesa de Boadilla del Monte, hija del infante Don Luis de Borbón y Farnesio, xiii conde de Chinchón (que había sido cardenal y arzobispo de Toledo), y de María Teresa de Vallabriga y Rozas, su mujer.

Y volvió a casar en 1829 con Josefa de Tudó y Catalán (Pepita, 1779-1869), i condesa de Castillo Fiel.

ii duque

Por Real Carta del 18 de febrero de 1853 sucedió su nieto (hijo de su hija Carlota Luisa de Godoy y Borbón, ii duquesa de Sueca)

• Adolfo Rúspoli y Godoy (1822-1914), ii duque de la Alcudia, iii conde de Evoramonte. Casó con Rosalía Álvarez de Toledo y Silva (1833-1865), hija de Pedro de Alcántara Álvarez de Toledo y Palafox, xvii duque de Medina Sidonia, xiii marqués de Villafranca del Bierzo, y de Joaquina de Silva yTéllez-Girón, su mujer, de los marqueses de Santa Cruz.

iii duque

Por Real Carta del 25 de febrero de 1915 sucedió su hijo

• Carlos Luis Rúspoli y Álvarez de Toledo (1858-1936), iii duque de Sueca y iii de la Alcudia, xvii conde de Chinchón, tres veces grande de España, iv conde de Evoramonte. Casó dos veces: primera con María del Carmen Caro y Caro (1865-1907), hija de Carlos Caro y Álvarez de Toledo, conde de Caltavuturo, de los marqueses de la Romana, y de María de la Encarnación Caro y Gumucio, su mujer. Y en segundas nupcias, con María Josefa Pardo y Manuel de Villena, x condesa de Granja de Rocamora, con la que no tuvo sucesión, hija de los marqueses de Rafal y condes de Vía Manuel. El duque murió asesinado en Madrid el 10 de noviembre de 1936.

iv duque

Por acuerdo de la Diputación de la Grandeza de 1940 (que no fue convalidado), Orden publicada en el BOE del 23 de abril de 1951 y Carta del generalísimo Franco del 22 de febrero de 1952, sucedió su hijo

• Camilo Carlos Adolfo Rúspoli y Caro (1904-1975), iv duque de Sueca y iv de la Alcudia, xviii conde de Chinchón, v marqués de Boadilla del Monte. Casó con María Belén Morenés y Arteaga (1906-1999), xviii condesa de Bañares, hija de los marqueses de Argüeso y nieta materna de los duques del Infantado.

v duque

Por cesión, Orden publicada en el BOE del 31 de mayo de 1956 y Carta del 28 de noviembre de 1958, sucedió su hijo

• Carlos Oswaldo Rúspoli y Morenés (1932-2016), v duque de Sueca y v de la Alcudia, xix conde de Chinchón, tres veces grande de España, caballero de la Orden de Malta y de la Real Maestranza de Granada, que nació en San Sebastián el 5 de agosto de 1932 y falleció viudo y sin descendencia en Madrid el 25 de octubre de 2016.

Casó en 1980, en el palacio de Boadilla, con María del Rosario Herbosch y Huidobro, finada en febrero de 2016, hija del belga Olivier Herbosch Lodie y de la española María del Rosario Huidobro y Cavanilles. Sin posteridad.

vi duque

Por Orden publicada en el BOE del 4 de julio y Real Carta del 12 de julio siguiente, sucedió su sobrino (hijo de su hermano Luis, vi marqués de Boadilla del Monte)

• Luis Carlos Ruspoli y Sanchiz, vi duque de Sueca y vi de la Alcudia, xx conde de Chinchón, vii marqués de Boadilla del Monte y iii barón de Mascalbó, tres veces grande de España de primera clase, nacido en Madrid el 4 de abril de 1963. Después de suceder en las grandezas por muerte de su tío Carlos, en 2019 cedió el ducado de la Alcudia a su hijo primogénito, la baronia de Mascalbó al segundogénito y el marquesado de Boadilla a su hermana mayor.

Casó en Madrid el 8 de febrero de 1992, iglesia de San Francisco de Borja, con María Álvarez de las Asturias-Bohorques y Rumeu, hija de Luis Álvarez de las Asturias-Bohorques y Silva, de los duques de Gor, caballero maestrante de Granada, y de María Leticia Rumeu de Armas y Cruzat, su mujer, de los marqueses de Casa Argudín.

Tienen cuatro hijos varones:
1. Carlos Ruspoli y Álvarez de las Asturias-Bohorques, que sigue.
2. Luis Ruspoli y Álvarez de las Asturias-Bohorques, iv barón de Mascalbó, maestrante de Granada, nacido en Madrid el 24 de agosto de 1994.
3. Juan Ruspoli y Álvarez de las Asturias-Bohorques, maestrante de Granada, nacido en Madrid el 20 de octubre de 1996.
4. Y Jaime Ruspoli y Álvarez de las Asturias-Bohorques, maestrante de Granada, nacido en Madrid el 10 de marzo de 2000.

### Actual titular
Por cesión, Orden publicada en el BOE del 2 de julio de 2019 y Real Carta del siguiente día 4, sucedió su hijo primogénito:

• Carlos Ruspoli y Álvarez de las Asturias-Bohorques, vii y actual duque de la Alcudia, grande de España de primera clase, caballero maestrante de Granada, nacido en Madrid el 10 de agosto de 1993.

## Árbol genealógico
| Manuel Godoy y Álvarez de Faria, i duque de la Alcudia, i duque de Sueca (1767-1851)                   | | | | | |  |  |  |  |                                                                                       |                                                                              |                                                                              |                                                                              |                                                                              |                                                                              |  |  |  |  |  |  |  |  |  |  |
| | | | | | |  |  |  |  |                                                                                       |                                                                              |                                                                              |                                                                              |                                                                              |                                                                              |  |  |  |  |  |  |  |  |  |  |
| Carlota Luisa de Godoy y Borbón, ii duquesa de Sueca (1800-1886)                                       | | | | | |  |  |  |  |                                                                                       |                                                                              |                                                                              |                                                                              |                                                                              |                                                                              |  |  |  |  |  |  |  |  |  |  |
| | | | | | |  |  |  |  |                                                                                       |                                                                              |                                                                              |                                                                              |                                                                              |                                                                              |  |  |  |  |  |  |  |  |  |  |
| Adolfo Rúspoli y Godoy, ii duque de la Alcudia (1822-1914)                                             | | | | | |  |  |  |  |                                                                                       |                                                                              |                                                                              |                                                                              |                                                                              |                                                                              |  |  |  |  |  |  |  |  |  |  |
| | | | | | |  |  |  |  |                                                                                       |                                                                              |                                                                              |                                                                              |                                                                              |                                                                              |  |  |  |  |  |  |  |  |  |  |
| Carlos Luis Rúspoli y Álvarez de Toledo, iii duque de Sueca, iii duque de la Alcudia (1858-1936)       | | | | | |  |  |  |  |                                                                                       |                                                                              |                                                                              |                                                                              |                                                                              |                                                                              |  |  |  |  |  |  |  |  |  |  |
| | | | | | |  |  |  |  |                                                                                       |                                                                              |                                                                              |                                                                              |                                                                              |                                                                              |  |  |  |  |  |  |  |  |  |  |
| Carlos Rúspoli y Caro, iv duque de Sueca, iv duque de la Alcudia (1904-1975)                           | | | | | |  |  |  |  |                                                                                       |                                                                              |                                                                              |                                                                              |                                                                              |                                                                              |  |  |  |  |  |  |  |  |  |  |
| | | | | | |  |  |  |  |                                                                                       |                                                                              |                                                                              |                                                                              |                                                                              |                                                                              |  |  |  |  |  |  |  |  |  |  |
| | | | | | |  |  |  |  |                                                                                       |                                                                              |                                                                              |                                                                              |                                                                              |                                                                              |  |  |  |  |  |  |  |  |  |  |
| Carlos Oswaldo Rúspoli y Morenés, v duque de Sueca, v duque de la Alcudia (1932-2016) Sin descendencia | Carlos Oswaldo Rúspoli y Morenés, v duque de Sueca, v duque de la Alcudia (1932-2016) Sin descendencia | Carlos Oswaldo Rúspoli y Morenés, v duque de Sueca, v duque de la Alcudia (1932-2016) Sin descendencia | Carlos Oswaldo Rúspoli y Morenés, v duque de Sueca, v duque de la Alcudia (1932-2016) Sin descendencia | Carlos Oswaldo Rúspoli y Morenés, v duque de Sueca, v duque de la Alcudia (1932-2016) Sin descendencia | Carlos Oswaldo Rúspoli y Morenés, v duque de Sueca, v duque de la Alcudia (1932-2016) Sin descendencia |  |  |  |  | Luis Adolfo Rúspoli y Morenés, vii marqués de Boadilla del Monte (1933-2011)          | Luis Adolfo Rúspoli y Morenés, vii marqués de Boadilla del Monte (1933-2011) | Luis Adolfo Rúspoli y Morenés, vii marqués de Boadilla del Monte (1933-2011) | Luis Adolfo Rúspoli y Morenés, vii marqués de Boadilla del Monte (1933-2011) | Luis Adolfo Rúspoli y Morenés, vii marqués de Boadilla del Monte (1933-2011) | Luis Adolfo Rúspoli y Morenés, vii marqués de Boadilla del Monte (1933-2011) |  |  |  |  |  |  |  |  |  |  |
| Carlos Oswaldo Rúspoli y Morenés, v duque de Sueca, v duque de la Alcudia (1932-2016) Sin descendencia | Carlos Oswaldo Rúspoli y Morenés, v duque de Sueca, v duque de la Alcudia (1932-2016) Sin descendencia | Carlos Oswaldo Rúspoli y Morenés, v duque de Sueca, v duque de la Alcudia (1932-2016) Sin descendencia | Carlos Oswaldo Rúspoli y Morenés, v duque de Sueca, v duque de la Alcudia (1932-2016) Sin descendencia | Carlos Oswaldo Rúspoli y Morenés, v duque de Sueca, v duque de la Alcudia (1932-2016) Sin descendencia | Carlos Oswaldo Rúspoli y Morenés, v duque de Sueca, v duque de la Alcudia (1932-2016) Sin descendencia |  |  |  |  | Luis Adolfo Rúspoli y Morenés, vii marqués de Boadilla del Monte (1933-2011)          | Luis Adolfo Rúspoli y Morenés, vii marqués de Boadilla del Monte (1933-2011) | Luis Adolfo Rúspoli y Morenés, vii marqués de Boadilla del Monte (1933-2011) | Luis Adolfo Rúspoli y Morenés, vii marqués de Boadilla del Monte (1933-2011) | Luis Adolfo Rúspoli y Morenés, vii marqués de Boadilla del Monte (1933-2011) | Luis Adolfo Rúspoli y Morenés, vii marqués de Boadilla del Monte (1933-2011) |  |  |  |  |  |  |  |  |  |  |
| | | | | | |  |  |  |  | Luis Carlos Ruspoli y Sanchiz, vi duque de Sueca, vi duque de la Alcudia (n. 1963)    |                                                                              |                                                                              |                                                                              |                                                                              |                                                                              |  |  |  |  |  |  |  |  |  |  |
| | | | | | |  |  |  |  |                                                                                       |                                                                              |                                                                              |                                                                              |                                                                              |                                                                              |  |  |  |  |  |  |  |  |  |  |
| | | | | | |  |  |  |  | Carlos Ruspoli y Álvarez de las Asturias-Bohorques, vii duque de la Alcudia (n. 1993) |                                                                              |                                                                              |                                                                              |                                                                              |                                                                              |  |  |  |  |  |  |  |  |  |  |